# Великогадомське родовище каолінів
Великогадомське родовище каолінів — унікальне за запасами і якістю каоліну Великогадомське родовище розташоване на території Козятинського району Вінницької області і Бердичівського району Житомирської області. На Житомирську частина родовища з запасами близько 2,5 млн тонн видана ліцензія на експлуатацію. Вінницька частина родовища, в якій зосереджено близько 70 % запасів, більш доступна для видобутку (значно менша потужність розкривних порід), але менш детально розвідана. Тут, при певній деталізації, можливий вибір окремих ділянок із запасами до 5—10 млн тонн на малоцінних землях, де каолін виходить майже на поверхню.
Каоліновий концентрат з цього родовища відзначається високою білизною: 80—84 і навіть 88—90 % по лейкометру. Понад 80 % запасів сировини відповідає вимогам, що пред'являються до вищих сортів каоліну для паперової промисловості. Характерна також висока природна дисперсність каолінового концентрату.